# هریسون اشبی
هریسون اشبی (انگلیسی: Harrison Ashby؛ زادهٔ ۱۴ نوامبر ۲۰۰۱) بازیکن فوتبال اهل انگلستان است.
وی همچنین در تیم‌های ملی فوتبال زیر ۱۷ سال اسکاتلند، زیر ۱۹ سال اسکاتلند و زیر ۲۱ سال اسکاتلند بازی کرده‌است.